# Gothic Voices
Gothic Voices is een vocaal ensemble uit Engeland dat gespecialiseerd is in middeleeuwse muziek, met name uit de elfde tot vijftiende eeuw.
Het ensemble werd in 1980 opgericht door Oude Muziek-expert Chrisopher Page naar aanleiding van een plan van de BBC om een programma te maken over muziek van de middeleeuwse abdis Hildegard van Bingen. Gothic Voices bestaat heden ten dage uit Catherine King (mezzosopraan), Steven Harrold (tenor), Julian Podger (tenor), Leigh Nixon (tenor) en Stephen Charlesworth (bariton).
Gothic Voices bracht tot nu meer dan 20 cd's uit, op de laatste twee na allemaal bij het label Hyperion. Hun eerste cd, "A Feather on the Breath of God – Hymns and Sequences by Abbess Hildegard of Bingen", uitgebracht naar aanleiding van het eerder genoemde BBC-programma, is tot op heden een van de bestverkochte cd's met middeleeuwse muziek.

## Discografie
- 1981 - A Feather on the Breath of God. Sequences and Hymns by Abbess Hildegard of Bingen. Hyperion CDA 66039.
- 1983 - The Mirror of Narcissus. Songs by Machaut. Hyperion CDA 66087.
- 1984 - The Garden of Zephirus. Courtly songs of the early fifteenth century. Hyperion 66144.
- 1985 - The Castle of Fair Welcome. Courtly songs of the later 15th century. Hyperion 66194.
- 1986 - The Service of Venus and Mars. Music for the Knights of the Garter, 1340-1440. Hyperion 66238.
- 1987 - A Song for Francesca. Music in Italy, 1330-1430. Hyperion 66286.
- 1988 - Music for the Lion-Hearted King. Hyperion 66336.
- 1990 - The Marriage of Heaven and Hell. Motets and Songs from Thirteenth Century France. Hyperion 66423.
- 1991 - The Medieval Romantics. French Songs and Motets, 1340-1440. Hyperion CDA 66 463.
- 1991 - Lancaster and Valois. French and English music, 1350-1420. Hyperion 66588.
- 1992 - The Study of Love. French Songs and Motets of the 14th Century. Hyperion 66619.
- 1993 - The Voice in the Garden. Spanish Songs and Motets, 1480-1550. Hyperion 66653.
- 1994 - The Spirits of England and France I. Music for Court and Church from the later Middle Ages. Hyperion 66739.
- 1994 - The Spirits of England and France II. Songs of the Trouvères. Hyperion 66773.
- 1995 - The Spirits of England and France III. Binchois and his Contemporaries. Hyperion 66783.
- 1996 - The Spirits of England and France IV. Missa Caput. Story of the Salve Regina. Hyperion 66857.
- 1996 - The Spirits of England and France V. Missa Veterem hominem. An anonymous English Mass setting from c.1440. Hyperion 66919.
- 1997 - La Rue. Missa de Feria. Missa Sancta Dei Genitrix. Hyperion 67010.
- 1998 - Jerusalem: Vision of Peace. Songs and Plainchants of the twelfth and thirteenth centuries. Hyperion 67039.
- 1999 - Masters of the Rolls. Music by English Composers of the Fourteenth Century. Hyperion 67098.
- 1999 - The Earliest Songbook in England. Hyperion 67177.
- 2006 - The Unknown Lover. Songs by Solage and Machaut. Avie 2089.
- 2008 - A Laurel for Landini. 14th Century Italy’s Greatest Composer. Avie 2151.